# Frazione (matematica)

Una torta divisa in quattro quarti, di cui una mancante. Ogni quarto è espresso numericamente come ^{1}⁄_{4}.

Una frazione, secondo la definizione classica propria dell'aritmetica, è un modo per esprimere una quantità basandosi sulla divisione di un oggetto in un certo numero di parti della stessa dimensione. Ad esempio, se si taglia una torta in quattro fette uguali, ciascuna di esse è detta un quarto di torta (rappresentata con 1⁄4); due quarti è mezza torta, e otto quarti formano due torte.
In termini più generali, si indica con il nome di frazione ogni generico membro dell'insieme dei numeri razionali.

## Storia delle frazioni
Le origini della frazione si devono all'intersecarsi dei rapporti commerciali fra le più antiche civiltà che necessariamente portarono all'uso dei sottomultipli delle unità di misura allora usate.
Documenti storici attestano l'uso delle frazioni presso gli antichi Egizi nel XVII secolo a.C.

### Egizi
Gli Egizi conoscevano, per precisione, le unità frazionarie, che rappresentavano il geroglifico di un quadrato con al centro un cerchio (che significava « parte ») posto sopra al numero quale numeratore. Essi indicavano le frazioni vere e proprie come somma di unità frazionaria; per esempio per rappresentare 5⁄6 scrivevano 1⁄2 + 1⁄3.
L'uso della frazione serviva comunque per esprimere le parti dell'unità di misura della capacità, l'hegat, pari a circa 4,875 litri. Per scrivere le parti di questo hegat, gli antichi Egizi usavano dei simboli presi dalle diverse parti dello udjat, l'occhio del dio Horus, diventato, secondo la leggenda degli dèi Osiride, Iside e Horus, uno dei più importanti amuleti, simbolo di salute, abbondanza e fertilità.

### Medioevo
È solo nel Medioevo che cominciano a comparire scritture vere e proprie del tipo:
4 f 9 = 4 s 9 = 4⁄9
che si leggeva quattro fratto nove; l'ultima scrittura si usa ancora adesso.
La scrittura corretta più usata ai nostri giorni (con linea orizzontale) e la lettura diversa del numeratore con un numero cardinale (quattro) e del denominatore con un numero ordinale (noni)
{\textstyle {\frac {4}{9}}} = « quattro noni »
si devono al matematico Leonardo Pisano, detto Fibonacci, vissuto tra il 1170 e il 1250. In particolare esiste traccia dell'utilizzo nell'opera Liber abbaci del 1202 dove le frazioni vengono chiamate rupti oppure anche fracti. Il tratto orizzontale è chiamato virgula (virga = bastone)

## Definizione e nomenclatura
Una frazione è un oggetto matematico che indica il rapporto di due numeri interi. I due numeri interi vengono separati da un trattino, detto linea di frazione, che può essere orizzontale, come in questi esempi: {\textstyle {\frac {1}{2}},\ {\frac {3}{4}},\ {\frac {5}{8}}} oppure diagonale come ½, ¾, ⅝.
Nell'esempio delle fette di torta di cui sopra, nella rappresentazione numerica come 1⁄4 il numero in basso, detto denominatore, indica il numero totale di parti uguali che compone la torta intera, e il numero in alto, il numeratore, è il numero di parti che è stato preso. I due termini hanno un'origine dal latino. Numeratore ha la stessa radice di enumerare, vale a dire "contare"; quindi indica quante parti frazionali per così dire "minimali" abbiamo nella frazione. Denominatore deriva ovviamente da denominare, cioè dare un nome; il nome è quello del tipo di parti che sono state fatte (metà, terzi, quarti...).
Il denominatore deve essere sempre diverso da zero: non è infatti possibile effettuare una divisione per zero.

## Tipi particolari di frazioni
Una frazione può essere:
- ridotta ai minimi termini – o irriducibile – se il numeratore e il denominatore sono numeri primi fra loro (cioè il loro M.C.D. è 1);
- propria se il numeratore è minore del denominatore;
- impropria se il numeratore è maggiore ;
- apparente se il numeratore è multiplo del denominatore o uguale ad esso;
- unitaria se ha numeratore 1;
- decimale se il denominatore è una potenza di 10. Le frazioni decimali rappresentano tutti i numeri esprimibili con una quantità finita di cifre in base dieci.
- diadica se il denominatore è una potenza di due.

Inoltre una frazione egizia è la scrittura di un numero razionale come somma di frazioni unitarie.

### Altri tipi di frazioni
Il termine "frazione" è usato per descrivere anche altri oggetti matematici. Nelle scuole si può ad esempio sentire parlare di frazione mista o numero misto: si tratta di un numero composto da una parte intera più una frazione propria, rappresentato con la seguente notazione:
{\textstyle a+{b \over c}} essendo a, b, c dei numeri interi con b < c come ad esempio in {\textstyle 5+{3 \over 4}}.
Nei paesi di tradizione anglosassone spesso associata a unità di misura consuetudinarie (ad esempio i diametri nominali dei tubi espressi in pollici) si usa, in genere, una notazione diversa che omette il "+" e giustappone la frazione all'intero:
{\displaystyle a{\tfrac {b}{c}}} oppure ab⁄c quindi ad esempio {\displaystyle 5{\tfrac {3}{4}}} oppure 5¾.
Quest'ultima notazione spesso si trova sulle calcolatrici elettroniche. Per passare dalla rappresentazione come numero misto ad una frazione impropria si procede nel seguente modo:
1. Dato il numero {\textstyle a+{b \over c}} si calcola a′ = c × a, ad esempio dato {\textstyle 5+{3 \over 4}} allora a′ = 4 × 5 = 20.
2. Si calcola b′ = a′ + b, allora b′ = 23.
3. La frazione impropria è {\textstyle {\frac {b'}{c}}} quindi {\textstyle {\frac {23}{4}}}.

Se invece si parte da una frazione impropria {\textstyle {\frac {a}{b}}} tipo {\textstyle {\frac {15}{4}}} si procede così per calcolare il numero misto:
1. Si esegue la divisione euclidea a : b essendo q il quoziente e r il resto, nel caso d'esempio q = 3 e r = 3.
2. Allora il numero misto è {\textstyle q+{\frac {r}{b}}}  ovvero nel caso d'esempio è {\textstyle 3+{\frac {3}{4}}}.

## Previsione del tipo di numero decimale generato da una frazione
Sia data una frazione ai minimi termini {\textstyle {\frac {a}{b}}} (cioè con a e b numeri interi senza divisori comuni).
Allora, se il denominatore b ha solo 2 o 5 come divisori primi, la divisione {\textstyle {\frac {a}{b}}} corrisponde a un numero decimale finito.
Altrimenti, se b ha qualche divisore primo diverso da 2 o 5, {\textstyle {\frac {a}{b}}} corrisponde a un numero decimale periodico.
Ad esempio, la frazione {\textstyle {\frac {3}{25}}} ha come denominatore 25 = 52, che ha come divisore primo solo 5. Quindi {\textstyle {\frac {3}{25}}} corrisponde a un decimale finito.
Invece {\textstyle {\frac {33}{14}}} ha come denominatore 14 = 2 · 7, quindi 2 e 7 sono i suoi due divisori primi e 7 non è un divisore primo di 33, allora {\textstyle {\frac {33}{14}}} corrisponde a un decimale periodico.

## Confronto

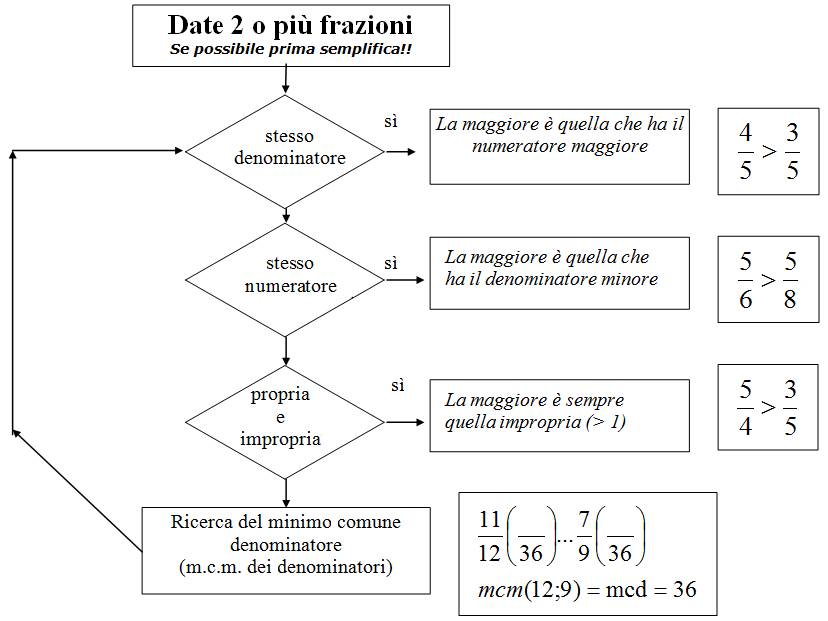
Confronto tra frazioni

Si possono confrontare tra di loro numeri razionali sia nella loro forma di frazione sia nella forma di numero decimale:
- frazioni con lo stesso denominatore: essendo parti uguali della medesima suddivisione di un intero è maggiore la frazione che ha il numeratore maggiore (più parti uguali prese in considerazione);
- frazioni con lo stesso numeratore: essendo prese in considerazione, in questo caso, le medesime parti uguali, suddivisione di un intero, sarà maggiore la frazione che ha il denominatore minore (a parità di parti sicuramente risultano parti maggiori se la divisione è stata fatta in minor parti uguali);
- frazioni con numeratore e denominatore diversi: un confronto tra due frazioni potrà essere immediato se si confronta una frazione propria (minori di 1) e una impropria (maggiori di 1).

Negli altri casi dovendo confrontare più frazioni, conviene ridurle tutte al medesimo denominatore, facendo cioè riferimento alle medesime parti uguali: dovendo confrontare {\textstyle {\frac {a}{b}}} e {\textstyle {\frac {c}{d}}}, si convertono le frazioni in {\textstyle {\frac {a\,d}{b\,d}}} e {\textstyle {\frac {b\,c}{b\,d}}}, dove il comune denominatore bd è il prodotto dei denominatori da confrontare; si confrontano poi i numeratori tra loro: gli interi ad e bc.
Per lavorare con numeri più piccoli, può essere utile usare, invece del prodotto dei denominatori, il minimo comune multiplo dei denominatori (m.c.m.) e trasformare adeguatamente le frazioni (il m.c.m. diviene denominatore della nuova frazione, mentre il numeratore viene calcolato moltiplicando il vecchio numeratore per il quoziente della divisione del m.c.m. per il vecchio denominatore). A questo punto il confronto è ricondotto al caso di frazioni con lo stesso denominatore.

## Moltiplicazione e divisione

Due quarti sono equivalenti ad una metà (^{1}⁄_{2}) della torta, cioè 2 × 1⁄4 = 1⁄2.

Le operazioni più semplici da compiere con le frazioni sono la moltiplicazione e la divisione. Ecco come vengono effettuate tali operazioni.
Tornando all'esempio della torta, se abbiamo tre persone che ottengono ciascuna un quarto della torta finiamo col distribuirne tre quarti. Numericamente, possiamo scrivere:
{\displaystyle 3\times {1 \over 4}={3 \over 4}}
Facendo un altro esempio, supponiamo che cinque persone lavorino tre ore al giorno su un progetto, e la loro giornata lavorativa sia di sette ore. In totale, avranno lavorato per 15 ore, cioè 15 settimi di giorno. Dato che 7 settimi di giorno sono un giorno intero, in totale avranno lavorato per 2 giorni e un settimo: numericamente,
{\displaystyle 5\times {3 \over 7}={15 \over 7}=2+{1 \over 7}}
Riprendendo la nostra torta, se ne abbiamo preso un quarto e di questa vogliamo prenderne un terzo, ne otterremo un dodicesimo. Infatti facciamo tre parti uguali della nostra fetta e ne prendiamo una: ma se avessimo diviso in tre parti tutte e quattro le fette iniziali saremmo arrivati a quattro volte tre fette, cioè 12 fette. In altre parole, un terzo di un quarto (o "un terzo di volte un quarto") è un dodicesimo. Numericamente abbiamo:
{\displaystyle {1 \over 3}\times {1 \over 4}={1 \over 12}}
Come secondo esempio, supponiamo che i nostri cinque tizi abbiano fatto un lavoro che in totale equivale a tre ore di una giornata lavorativa di sette ore. Ciascuno di loro ha fatto un quinto del totale, quindi hanno lavorato per un quinto di tre settimi di una giornata. Numericamente,
{\displaystyle {1 \over 5}\times {3 \over 7}={3 \over 35}}
In pratica, si può notare come per moltiplicare due frazioni possiamo semplicemente moltiplicare i due numeratori tra loro, e i due denominatori tra loro, e usare i risultati come rispettivamente numeratore e denominatore del prodotto. Ad esempio:
{\displaystyle {5 \over 6}\times {7 \over 8}={5\times 7 \over 6\times 8}={35 \over 48}}
o algebricamente
{\displaystyle {a \over b}\times {c \over d}={ac \over bd}}
È possibile che il numeratore di una frazione e il denominatore dell'altra abbiano un fattore comune: in questo caso è possibile (prima o dopo avere eseguito i due prodotti) semplificare il risultato, dividendo entrambi i valori per il loro massimo comune divisore e riducendo così la frazione "ai minimi termini". Ad esempio,
{\displaystyle {5 \over 6}\times {9 \over 20}={1 \over 6}\times {9 \over 4}={1 \over 2}\times {3 \over 4}={3 \over 8}}
Se una o entrambe le frazioni da moltiplicare sono improprie, è più agevole convertire la frazione impropria in una propria. Per esempio:
{\displaystyle 3\times \left(2+{3 \over 4}\right)=3\times \left({{8 \over 4}+{3 \over 4}}\right)=3\times {11 \over 4}={33 \over 4}=8+{1 \over 4}}
Il sistema più semplice di dividere due frazioni tra di loro è moltiplicare la prima frazione per l'inverso della seconda. Ecco un esempio:
{\displaystyle {5 \over 6}:{20 \over 3}={5 \over 6}\times {3 \over 20}={1 \over 2}\times {1 \over 4}={1 \over 8}}

## Addizione e sottrazione
La regola per l'addizione (o per la sottrazione) di due frazioni è più complicata; anche qua può essere utile tornare all'esempio della torta per ricavare la regola generale. Se due torte uguali sono tagliate rispettivamente in quattro e cinque parti e io prendo una fetta di ciascuna, quanta parte di torta ho?
Immaginiamo di dividere ciascuna fetta della prima torta in altre cinque parti uguali, e ciascuna fetta della seconda torta in quattro parti uguali. A questo punto ho diviso entrambe le torte in 5  × 4 = 20  parti; di queste ne ho cinque dalla prima torta e quattro dalla seconda, per un totale di nove fettine. Numericamente,
{\displaystyle {1 \over 4}+{1 \over 5}={{5+4} \over {5\times 4}}={9 \over 20}}.
La formula generale per sommare due frazioni è data da
{\displaystyle {a \over b}+{c \over d}={{ad+bc} \over {bd}}};
Se il massimo comun divisore M tra b e d è maggiore di 1, è possibile semplificare l'operazione. Posto {\textstyle b'={b \over M}} e {\textstyle d'={d \over M}}, abbiamo infatti che
{\displaystyle {a \over b}+{c \over d}={{ad'+b'c} \over {Mb'd'}}};
Si noti che il denominatore Mb′d′ è il minimo comune multiplo dei denominatori b e d.
Un esempio numerico è
{\displaystyle {4 \over 15}+{5 \over 6}={{8+25} \over 30}={33 \over 30}}.

## Commutatività
È importante ricordare che la moltiplicazione gode della proprietà commutativa, il che significa semplicemente che l'ordine dei fattori non conta, e tre volte un quarto è uguale a un quarto di tre; numericamente:
{\displaystyle 3\times {1 \over 4}={1 \over 4}\times 3={3 \over 4}}

## Frazioni e sistema numerico decimale
Ogni numero razionale può essere scritto usando la scrittura decimale.
Un numero decimale non periodico, o con periodo uguale a 0 (es: 3,5 = 3,50), può essere scritto in forma razionale scrivendo al numeratore tutte le cifre che compaiono nel numero, senza la virgola, ed al denominatore un 1 seguito da tanti zeri quante sono le cifre dopo la virgola, o altresì 10n, con n numero di cifre dopo la virgola. La frazione così ottenuta, se non lo è già, può essere semplificata in modo che il numeratore e il denominatore siano due numeri primi tra loro.
Esempio:
{\displaystyle 3{,}48={\frac {348}{10^{2}}}={\frac {348}{100}}={\frac {87}{25}}}
La traduzione di un numero periodico in frazione può essere invece effettuata nel modo seguente:
è necessario mettere al numeratore la differenza fra il numero decimale periodico scritto senza virgola e tutte le cifre che precedono il periodo, e al denominatore si mettono tanti nove quante sono le cifre del periodo, e tanti zeri quante sono le cifre dopo la virgola che precedono il periodo (periodici misti dotati di antiperiodo).
Esempio:
{\displaystyle 3{,}4{\bar {3}}={\frac {343-34}{90}}={\frac {309}{90}}={\frac {103}{30}}}

### Dimostrazione
Si ricordi che:
{\displaystyle 1/9=0{,}11111\ldots =0{,}{\overline {1}}}
per cui:
{\displaystyle {\begin{aligned}1/99&=1/9\cdot 1/11=0{,}{\overline {1}}\cdot 1/11=0{,}{\overline {11}}\cdot 1/11=0{,}{\overline {11}}/11=0{,}{\overline {01}}\\1/999&=1/9\cdot 1/111=0{,}{\overline {1}}\cdot 1/111=0{,}{\overline {111}}\cdot 1/111=0{,}{\overline {111}}/111=0{,}{\overline {001}}\ldots \end{aligned}}}
Consideriamo per semplicità il seguente numero 1,23456 e cerchiamone la frazione generatrice.
Moltiplichiamolo e dividiamolo per 100, ovvero per 10 elevato al numero di cifre dell'antiperiodo: {\textstyle {\frac {123{,}{\overline {456}}}{100}}}
Separiamo al numeratore la parte intera da quella decimale: {\textstyle {\frac {123+0{,}{\overline {456}}}{100}}}
Mettiamo in evidenza il periodo della parte decimale: {\textstyle {\frac {123+456\cdot 0{,}{\overline {001}}}{100}}}
Sostituiamo al decimale periodico la sua frazione generatrice: {\textstyle {\frac {123+456\cdot {\frac {1}{999}}}{100}}}
Collochiamo ogni termine sotto un'unica linea di frazione: {\textstyle {\frac {123\cdot 999+456}{99900}}}
Scriviamo 999 come 1000 − 1, ovvero 10 elevato al numero di cifre del periodo −1: {\textstyle {\frac {123\cdot (1000-1)+456}{99900}}}
Infine separiamo i termini positivi e negativi al numeratore: {\textstyle {\frac {123456-123}{99900}}}.

## Generalizzazioni
Una frazione continua è un'espressione del tipo
{\displaystyle a_{0}+{\frac {1}{a_{1}+{\frac {1}{a_{2}+...}}}}}
con gli ai interi (normalmente positivi, tranne eventualmente per a0).
Una estensione delle frazioni è data dal campo quoziente di un dominio d'integrità.